# Linda König
Linda König (* 18. Mai 1998 in Tettnang) ist eine deutsche Drehbuchautorin und ehemalige Schauspielerin.

## Leben
Linda König wuchs am Bodensee auf. Sie schreibt Drehbücher und Prosa, wofür sie 2019 mit dem Hattinger Förderpreis für junge Literatur ausgezeichnet wurde. Seit 2016 produziert und schreibt sie eigene Kurzfilme, die unter anderem auf dem Landshuter Kurzfilmfestival, dem Headwaters Filmfestival und dem filmreif Bundesfestival junger Film gezeigt wurden. Beim Camgaroo Award gewann ihr erster Film Mein Leben, mein Weg (2016) den Preis in der Kategorie Nachwuchs, Mia (2017) wurde in der Kategorie Emotionen nominiert.
Ab der Folge 5834 (April 2018) übernahm sie in der Soap Unter uns die Rolle der Larissa Huber.
2023 erhielt sie zusammen mit Oliver Moser für das Drehbuch Der letzte Schwur eine Nominierung für den Emder Drehbuchpreis. Der daraus entstandene Spielfilm Die Farbe der Luft, bei dem König für Drehbuch und Produktion verantwortlich war, feierte im Jahr 2024 seine Premiere auf dem Filmfest Hamburg und wurde dort für den Hamburger Produzentenpreis für deutsche Kinoproduktionen nominiert.

## Filmografie (Auswahl)
- 2014: Tabellarischer Lebenslauf (Kurzfilm)
- 2016: Mein Leben, mein Weg (Kurzfilm, Drehbuch und Produktion)[8]
- 2017: The ballad of Ralf and Heike (Kurzfilm, Filmakademie Baden-Württemberg)
- 2017: Mia (Kurzfilm, Drehbuch und Produktion)[9]
- 2017: Wolkenbruch (Kurzfilm, HFF München)
- 2018–2019: Unter uns (Fernsehserie, 375 Folgen)
- 2024: Die Farbe der Luft (Spielfilm, Drehbuch, Produktion)

## Auszeichnungen
- 2019: Hattinger Förderpreis für junge Literatur